# Tărnovtsi
Tărnovtsi (bulgariska: Търновци) är ett distrikt i Bulgarien.   Det ligger i kommunen Obsjtina Tutrakan och regionen Silistra, i den nordöstra delen av landet, 300 km nordost om huvudstaden Sofia.